# HAPPY! STYLE
HAPPY! STYLE ou HAPPY!STYLE est un groupe féminin créé début 2008, composé d'une dizaine d'idoles japonaises dont certaines appartiennent en parallèle au Hello! Project. 

## Présentation
Le groupe comprend notamment Arisa Noto de Ongaku Gatas, et les membres du Hello! Pro Kansai: celles qui formeront peu après en parallèle le groupe SI☆NA, et Irori Maeda qui rejoint en parallèle le groupe Shugo Chara Egg! en 2009. Les autres membres sont des chanteuses débutantes, nommées HAPPY!STYLE Rookies; trois d'entre elles deviennent plus tard membres régulières. D'autres chanteuses ou seiyū sont parfois invitées pour se produire provisoirement avec le groupe. Happy Style ne fait pas partie du Hello! Project, mais dépend aussi de la même compagnie, Up-Front, mais sous le label  Up-Front Style, et ses activités sont limitées à la région du Kansai autour de Tokyo. Il n'a encore sorti aucun disque, mais se produit régulièrement sur scène, interprétant des chansons d'idols et d'anime.

## Team Dekaris
Un sous-groupe est créé en 2009, Team DEKARIS (チームDEKARIS), composé de Arisa Noto et trois "rookies" : Yui Ogura, Kaori Ishihara et Maho Matsunaga, pour interpréter les chansons d'un jeu vidéo Tetris de SEGA, sortant l'album Koi no Dekaris (恋のデカリス) fin 2009. Yui Ogura et Kaori Ishihara forment peu après le duo YuiKaori, pour la série anime Kiss × sis.

## Membres
- Arisa Noto (能登有沙, née le 26 décembre 1988) (Ongaku Gatas, Team Dekaris)
- Manami Iwashima (née le 17 décembre 1989) (SINA)
- Asami Abe (ja:阿部麻美, née le 5 septembre 1990) (SINA)
- Ai Suma (ja:須磨愛, née le 15 avril 1992) (SINA)
- Yui Ogura (小倉唯, née: 1995.8.15) (Team Dekaris, YuiKaori, ex-Happy Style Rookies)
- Kaori Ishihara (石原夏織, née: 1993.8.6) (Team Dekaris, YuiKaori, ex-Happy Style Rookies)
- Miruru Edagawa (ja:枝川みるる, née: 1989.6.13) (ex-Happy Style Rookies)
- Sachika Misawa (en) (née: 1993.1.13)

Happy Style Rookies
- Maho Matsunaga (en) (ja:松永真穂, née: 1993.1.13) (Team Dekaris)
- Rina Ichikawa (ja:市川利奈, née: 1986.6.29)

Ex-membres
- Aoi Sasamine (笹峰葵, née: 1987.1.22) (Happy Style Rookies)
- Hitomi Terakado (ja:寺門仁美, née: 1989.1.24) (invitée)
- Shion Hirota (ja:廣田詩夢, née: 1986.9.23) (invitée)
- Nana Nakayama (中山菜々, née: 1992.4.3) (ex-SINA)
- Naoko Sakata (ja:坂田奈穂子, née: 1987.10.28) (Happy Style Rookies)
- Irori Maeda (前田彩里, née le 7 mai 1997)  (invitée, Shugo Chara Egg)

## Concerts
- HAPPY! STYLE Communication Circuit 001 (2008.5)
- HAPPY! STYLE Communication Circuit 002 (2008.7)
- HAPPY! STYLE Communication Circuit 003 (2008.9)
- HAPPY! STYLE Communication Circuit 004 (2008.10)
- HAPPY! STYLE Xmas Special Talk LIVE "Tiny Xmas Fantasy" (2008.12)
- HAPPY! STYLE Communication Circuit 005 (2009.2)
- HAPPY! STYLE Communication Circuit 006 (2009.5)